# Die Frau in den Wellen
Die Frau in den Wellen ist ein Gemälde des französischen Malers Gustave Courbet. Das 1868 entstandene Bild ist 65,4 × 54 Zentimeter groß und gehört zur Sammlung des Metropolitan Museum of Art in New York.
Courbet zeigt in seinem Bild Die Frau in den Wellen (La femme à la vague) eine junge Frau, wiedergegeben als Halbakt, badend im Meer. Der Körper fällt zur rechten Seite hin. Sie hat sehr helle, durchscheinende Haut. Die welligen rotbraunen Haare hat die Frau am Hinterkopf hochgesteckt, während ihr ein paar wellige Strähnen ins Gesicht fallen. Die hoch erhobenen Arme kreuzen sich über dem Kopf. Das Wasser scheint um ihren Körper etwas heller, hier treffen die kleinen Wellen des graublauen Wassers auf den Körper und werden durch die vermehrte Sauerstoffeinbettung schaumiger. Die Stimmung wirkt düster, da die Sonne kurz vor dem Untergang steht, am Horizont der rechten Bildhälfte ist der letzte Rest der Abendröte erkennbar, zudem ein weit entfernt fahrendes Boot. Auf der linken Seite ist im Hintergrund ein hoher, die gesamte Seite einnehmender Felsen zu erkennen. Unten links hat Courbet das auf Leinwand gemalte Ölbild signiert und datiert: 68 / G. Courbet.
Das Bild gehört zu einer Serie von Aktbildern, die Courbet in den Jahren zwischen 1864 und 1868 schuf, bekanntestes Werk aus der Reihe ist heute Der Ursprung der Welt. Ausgelöst wurde Courbets Vorliebe für Akte durch den Erfolg Alexandre Cabanels mit seinem Bild Die Geburt der Venus, den er beim Pariser Salon 1863 erreichte, zudem durch weitere Erfolge von Aktbildern weiterer Akademiemitglieder. Bei Die Frau in den Wellen ist wie in dieser Zeit sehr häufig Joanna Hiffernan das Modell. Das Bild zeichnet sich einerseits durch großen Realismus aus, andererseits rückt es Thema und Ort auf eine mythologische Ebene. Die Badende wirkt wie die aus dem Schaum geborene Göttin Venus, auch das weit entfernt fahrende Boot hebt das Bild in eine mystische Ebene. Durch den Realismus untergräbt Courbet die Vorstellungen der Zeit und handelt den eigentlichen Sehgewohnheiten zuwider. Die wie echt wirkende Haut und die Wiedergabe von Achselhaar entspricht nicht der Tradition, aus der das Motiv eigentlich kommt und in der es dennoch unverkennbar steht. Waren auch die Venusdarstellungen anderer Maler kaum mehr züchtig verhüllt, ist Courbets Badende eine unverkennbar freizügige Aktdarstellung, die gewollt sinnlich wirken und durchaus auch provozieren sollte. Ebenfalls 1868 zeigt Courbet ein ähnliches Motiv, bei dem er sein Modell in ähnlicher Pose, aber als liegenden Ganzkörperakt darstellt (heute im Philadelphia Museum of Art).
Courbet verkaufte das Gemälde 1873 an den Kunsthändler Paul Durand-Ruel, der es 1875 an den Bariton Jean-Baptiste Faure weiter veräußerte. Durand-Ruel erwarb das Bild im Januar 1893 von Faure zurück und verkaufte es noch im selben Monat an den amerikanischen Zuckerfabrikanten Henry Osborne Havemeyer und seine Frau Louisine W. Havemeyer. Frau Havemeyer stiftete Die Frau in den Wellen nach ihrem Tod 1929 zusammen mit dem Großteil ihrer umfassenden Kunstsammlung als H. O. Havemeyer Collection
an das New Yorker Metropolitan Museum of Art, wo es unter der Inventarnummer 29.100.62 aufbewahrt und ausgestellt wird.